# Arbeiterkrankenunterstützungsverein
Arbeiterkrankenunterstützungsvereine wurden um die Jahrhundertwende zum 20. Jahrhundert gegründet. Hintergrund war, dass Arbeiter, die meist als Tagelöhner ihren Lebensunterhalt verdienten, im Krankheitsfall von heute auf morgen ohne Lohn und somit ohne Einkommen waren. Das konnte die betroffene Familie in große Not stürzen.
Aus dieser Notlage heraus schlossen sich, meist in Gemeinden mit hohem Arbeiteranteil, die Arbeiter zu Arbeiterkrankenunterstützungsvereinen  zusammen. Sie kauften sich mit einer Eintrittsgebühr in den Verein ein, zahlten einen wöchentlichen Beitrag von wenigen Pfennigen und konnten im Notfall auf die Solidarität der Vereinsmitglieder vertrauen.
Im Falle einer Arbeitsunfähigkeit durch Krankheit unterstützte der Verein seine Mitglieder mit einem Krankentagegeld, das nicht üppig war, aber ausreichte, die schlimmste Not zu lindern. Dazu gab es im Todesfall zumeist eine Unterstützung für die Hinterbliebenen zur Begleichung der Begräbniskosten.
Um Missbrauch zu verhindern, gab es in den Vereinen Krankenkontrolleure, die auch Hausbesuche machten, um zu prüfen, ob das krank gemeldete Mitglied tatsächlich krankheitsbedingt nicht arbeiten konnte oder sich möglicherweise nur die Unterstützung des Vereins erschleichen wollte.
Bis heute haben sich einige der Arbeiterkrankenunterstützungsvereine erhalten, so beispielsweise in Abensberg, Wartenberg, Haag in Oberbayern und im unterfränkischen Städtchen Aub.

## Quelle
Festschrift des AKUV Aub